# پریخوویتسه
پریخوویتسه (به چکی: Příchovice) یک منطقهٔ مسکونی در جمهوری چک است که در ناحیه پلزن-جنوبی واقع شده‌است. پریخوویتسه ۱۱٫۷۸ کیلومتر مربع مساحت و ۱٬۰۵۸ نفر جمعیت دارد و ۳۵۸ متر بالاتر از سطح دریا واقع شده‌است.